# Paullinia imberbis
Paullinia imberbis är en kinesträdsväxtart som beskrevs av L. Radlk.. Paullinia imberbis ingår i släktet Paullinia och familjen kinesträdsväxter. Inga underarter finns listade i Catalogue of Life.